# Ken Kalfus
Ken Kalfus (New York, 9 aprile 1954) è uno scrittore e giornalista statunitense.

## Biografie
Nel 2000 è stato finalista al Premio PEN/Faulkner per la raccolta di racconti Plutonio 239 e altre fantasie russe e nel 2006 è stato nominato al National Book Award per Uno stato particolare di disordine.

## Opere
- Sete (Thirst) (1998) - Fandango, 2002
- Plutonio 239 e altre fantasie russe (PU-239 and Other Russian Fantasies) (1999) - Mondadori, 2006, Fandango 2011
- Il compagno Astapov (The Commissariat of Enlightenment) (2003) - Mondadori, 2004, Fandango 2010
- Uno stato particolare di disordine (A Disorder Peculiar to the Country) (2006) - Fandango, 2006
- Equilateral, 2013
- Coup de Foudre, 2015
- Le due del mattino a Little America (2 A.M. in Little America) (2022) - Fandango, 2022